# Fondation Jérôme Lejeune
De Fondation Jérôme Lejeune is een Franse stichting die onderzoek ondersteunt naar genetische afwijkingen bij de mens die een invloed hebben op de intelligentie en in het bijzonder voor het onderzoek naar het syndroom van Down. Zij zet het werk voort van Jérôme Lejeune (1926-1994).